# Enrico Mariotti
Enrico Mariotti (Grosseto, 8 de gener de 1969) és un exjugador i exentrenador d'hoquei patins italià.
És el germà petit de l'entrenador d'hoquei patins i exjugador italià d'hoquei sobre patins Massimo Mariotti.

## Carrera
Es va entrenar al Club de Patinatge de Grosseto, guanyant tots els títols juvenils italians. Després del seu debut amb el primer equip l'any 1984 es va traslladar a Reggio Emilia, després va vestir les samarretes d'⁣Amatori Vercelli, Hockey Club Monza, Hockey Seregno, Hockey Novara, guanyant 4 campionats, 5 copes italianes, 3 copes CERS. L'any 1996 es va traslladar a la Secció d'hoquei sobre patins del Futbol Club Barcelona, el primer italià de la història que va vestir la samarreta blaugrana, amb la qual va guanyar la Copa d'Europa amb el gol decisiu a la final guanyada per 4-3 contra el FC Porto, i també la Copa Intercontinental, la Supercopa d'Europa i 2 Lligues Espanyoles.
Després de 3 temporades es va traslladar al Reus Deportiu, on jugà diverses temporades deixant una gran empremta pel seu estil de joc, i després va traslladar-se de nou a Itàlia, al Primavera Prato. Més tard va jugar amb l'equip d'hoquei Follonica amb el qual va guanyar quatre campionats, quatre copes italianes, una Copa CERS, una Copa de Campions i una Copa Intercontinental. El 2008 va deixar el Follonica per anar al Bassano 54, però al cap de sis mesos va tornar a Catalunya primer al Voltregà i després al Vilafranca. L'estiu de 2010 es va traslladar al Ciabatti Legnami Castiglione (A2) on va exercir la doble funció d'entrenador/jugador, aquesta experiència va durar fins al 5 de gener de 2011 quan va fitxar pel CGC Viareggio, equip entrenat pel seu germà Massimo amb qui va guanyar el scudetto 2010/ 11. Al Forte dei Marmi va jugar el seu darrer partit l'⁣any 2013 i el 2014 va passar a ser director del sector juvenil del Reus Deportiu. La seva és la carrera del jugador italià més reeixit de tots els temps havent guanyat tots els títols, amb la selecció italiana va guanyar un Campionat del Món als 19 anys, un Campionat d'Europa i un Bronze als Jocs Olímpics de Barcelona 92. Va ser escollit "Millor Jugador del Món" a la Copa del Món de Sesto San Giovanni 93.

## Palmares

### Com a jugador

#### Club

##### Títols nacionals
- Campionat italià: 10

Seregno: 1990-1991
Novara: 1992-1993, 1993-1994, 1994-1995
Prat de primavera: 2002-2003
Follònica: 2004-2005, 2005-2006, 2006-2007, 2007-2008
CGC Viareggio: 2010-2011
- Copa d'Itàlia: 10

Monza: 1988-1989
Novara: 1992-1993, 1993-1994, 1994-1995, 1995-1996
Prat de primavera: 2002-2003
Follònica: 2004-2005, 2005-2006, 2006-2007, 2007-2008
- Copa de la Lliga: 1

Prat de primavera: 2001-2002
- Supercopa d'Itàlia: 2

Follònica: 2005, 2006
- Campionat d'Espanya: 2

Barcelona: 1997-1998, 1998-1999

##### Títols internacionals
- Copa d'Europa/Lliga de Campions/Eurolliga: 2

Barcelona: 1996-1997
Follònica: 2005-2006
- CERS/WSE Cup: 5

Amateurs Vercelli: 1987-1988
Monza: 1988-1989
Seregno: 1989-1990
Novara: 1992-1993
Follònica: 2004-2005
- Supercopa d'Europa/Copa continental: 1

Barcelona: 1997-1998
- Copa Intercontinental: 2

Barcelona: 1998
Follònica: 2007

#### Nacional
- Campionat del Món: 1

La Corunya 1988
- Campionat d'Europa: 1

Lodi 1990

#### Individual
- Màxim golejador de la Sèrie A/A1 (Gold Cue): 1
  - Seregno: 1990 (94 gols)

### Com a entrenador

#### Clubs

##### Títols nacionals
- Copa d'Itàlia: 1

Follònica: 2017-2018

##### Títols internacionals
- Copa d'Europa/Lliga de Campions/Eurolliga: 1

Reus Deportiu: 2016-2017

## Honors
- Collare d'oro al merito sportivo. «Campione mondiale hockey su pista» — Roma, 1997.

## Nota
1. ↑  Primo scudetto - Follonica da urlo: è il primo scudetto Arxivat 2013-11-01 a Wayback Machine. - La Gazzetta dello Sport, 19 giugno 2005
2. ↑  Secondo scudetto - Follonica esulta: è di nuovo scudetto Arxivat 2013-11-01 a Wayback Machine. - Corriere di Maremma, 1º giugno 2006
3. ↑  Terzo scudetto - Delirio Etruria, è ancora scudetto Arxivat 2013-11-01 a Wayback Machine. - Corriere di Maremma, 12 giugno 2007
4. ↑  Quarto scudetto - Campioni! Campioni! Campioni! Campioni! Arxivat 2013-11-01 a Wayback Machine. - Corriere di Maremma, 12 giugno 2008
5. ↑  Enrico Mariotti, addio tra i big a Forte dei Marmi - hockeypista.it, 8 luglio 2013
6. ↑  Hockey su pista: Enrico Mariotti torna al Reus come responsabile del settore giovanile! Arxivat 5 March 2016[Date mismatch] a Wayback Machine. - Grosseto Sport, 29 giugno 2014